# Nicorette
Nicorette är varunamnet på ett läkemedel innehållande nikotin för behandling av tobaksberoende. Nicorette var världens första medicinska produkt för rökavvänjning.
Nikotintuggummit Nicorette utvecklades av Ove Fernö på Leo Läkemedel AB i Helsingborg, efter ett förslag från de båda läkarna Stefan Lichtneckert och Claes Lundgren på fysiologiska institutionen vid Lunds universitet. Dessa föreslog utveckling av en ren nikotinprodukt att använda där påtvingad rökfrihet, till exempel på ubåtar, försvårade personalens koncentrationsförmåga och skapade irritation. 
Nicorette verkar genom att ersätta en del av det nikotin rökaren tidigare fick från tobaksröken. Därmed kan röksug och abstinenssymptom lindras medan man arbetar bort det beteendemässiga beroendet av rökning. Därefter kan behandlingen med Nicorette successivt minskas.
Utvecklingen av Nicorette började i slutet av 1960-talet, men dåvarande Socialstyrelsens läkemedelsavdelning tvekade att godkänna produkten som läkemedel eftersom rökning inte betraktades som en sjukdom. Man var också tveksam till att tillhandahålla nikotin i ren form, och ett tuggummi var en för myndigheten ny administreringsform för läkemedel. Nicorette godkändes därför i Schweiz som första land år 1978, och först år 1981 i Sverige som ett receptbelagt läkemedel. Nicorette blev receptfritt i Sverige år 1990 och nikotinläkemedlen fick som första läkemedel säljas utanför apotek år 2008. 
Nicorette är nu ett världsledande rökavvänjningsmedel som är godkänt i ett 80-tal länder. Nicorette tuggummi har följts av en rad andra beredningsformer för rökavvänjning med samma varumärke: Nicorette depotplåster, Nicorette Inhaler, Nicorette Microtab och Nicorette nässpray. Nicorette tillverkas fortfarande av Helsingborgsföretaget som nu heter McNeil AB och ingår i Johnson & Johnson-koncernen.